# Imabari Shipbuilding
Imabari Shipbuilding (яп. 今治造船株式会社, Imabari Zōsen kabushiki gaisha) — велика японська суднобудівна, морська інженерна та сервісна компанія зі штаб-квартирою в Імабарі, префектура Ехіме, Японія.

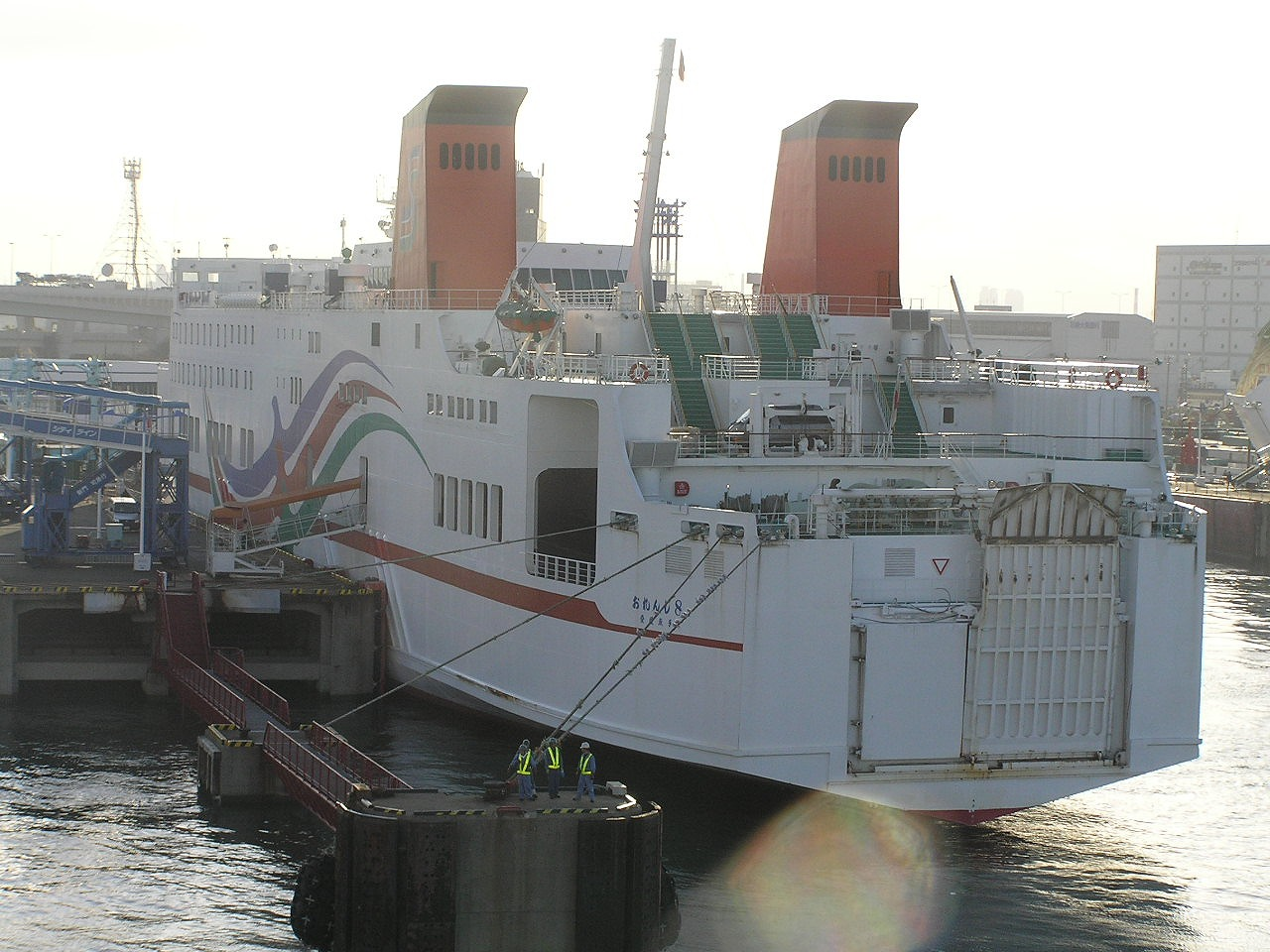
Сікоку розробка парому «Orange 8»

Це найбільший суднобудівник Японії як за тоннажем, так і за доходами від продажів, з проєктними, дослідницькими, будівельними та судноремонтними потужностями в Імабарі, Маругаме та на семи інших інтегрованих верфях і виробничих підприємствах у регіоні Внутрішнього моря Сето.
Продукція Imabari Shipbuilding включає проєктування, виробництво, купівлю та продаж торговельних суден, офшорне проєктування та послуги життєвого циклу судна.
Imabari Shipbuilding також контролює різні дочірні компанії, пов'язані з суднобудуванням і судноплавною галуззю, включаючи одну з найбільших японських компаній, що володіють, керують і орендують (фрахтують) судна Shoei Kisen Kaisha, яка управляє та надає судна судноплавним компаніям за довгостроковими чартерними угодами.

## Історія
Вперше засновані в 1901 році, суднобудівні потужності в префектурі Ехіме були об'єднані під назвою Imabari Shipbuilding в 1942 році.
За час свого існування Imabari придбала деяких своїх конкурентів, зокрема нещодавно, у 2018 році, японського суднобудівника Minaminippon Shipbuilding Co., Ltd. Minaminippon розташована в префектурі Оіта на південному острові Кюсю і раніше контролювалася групою Mitsui через її філії Mitsui Engineering & Shipbuilding Co., Ltd. (25 відсотків) і Mitsui OSK Lines, Ltd. (24 відсотки).
1 січня 2021 року Imabari Shipbuilding (з 51 % акцій) об'єдналася в нове спільне підприємство з Japan Marine United («JMU») (з 49 % акцій) під назвою «Nihon Shipyard», яке охоплює всі типи суден, окрім СПГ-танкерів. Штаб-квартира Nihon Shipyard розташована в Токіо, штат налічує 500 осіб. Паралельно Imabari Shipbuilding купила 35 % капіталу JMU.

## Поточні можливості
В цей час Imabari Shipbuilding управляє дев'ятьма заводами з будівництва та обслуговування суден, а також маркетинговими офісами в Токіо та Амстердамі.
У січні 2015 року було оголошено про плани побудувати новий спеціально побудований сухий док у Маругаме для виробництва нового покоління контейнеровозів місткістю понад 20 000 TEU. Об'єкт був завершений у 2017 році, його розміри становили 610 метрів у довжину, 80 метрів у ширину та 11,7 метрів у глибину та коштували 400 мільярдів ієн.